# Музей истории и культуры Сысольского района
Музей истории и культуры Сысольского района — культурно-просветительский центр Сысольской земли, с 1970 года располагается на в историческом центре села Визинга, в историческом здании бывшей земской управы, являющемся объектом культурного наследия Республики Коми: в 1918 г. в этом здании располагался Визингский Волостной Совет крестьянских и солдатских депутатов.

## История создания

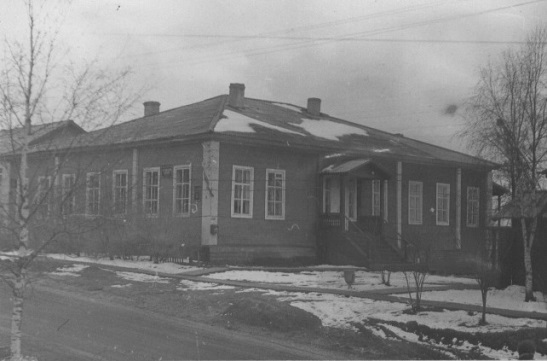
Здание музея в середине XX века

С инициативой открыть краеведческий музей в селе Визинга выступили районный комитет КПСС, районный комитет ВЛКСМ и отдел культуры. С 1968 года начался сбор экспонатов для будущего музея работниками Сысольской районной библиотеки. О сборе материалов выступили по местному радио и в районной газете «Маяк Сысолы». Население района активно поддержало начинание.
22 апреля 1970 года к 100-летнему юбилею со дня рождения В. И. Ленина был открыт краеведческий музей на общественных началах.
Приказом Министерства культуры РСФСР № 758 от 23 декабря 1980 года краеведческому музею с. Визинга Сысольского района присвоено почетное звание «Народный музей».
Решением Исполкома Сысольского районного Совета народных депутатов № 1/22 от 18 января 1990 года «Народный музей» переименован в государственный краеведческий музей с. Визинга.
Приказом № 22/ОД от 4 ноября 1997 года по отделу культуры администрации Сысольского района государственный краеведческий музей с. Визинга переименован в государственное учреждение «Музей традиционной культуры Сысолы».
Полное наименование музея — Муниципальное учреждение культуры «Музей истории и культуры Сысольского района», сокращенное — МУК «МИКС», создан на основе Постановления Главы администрации муниципального образования «Сысольский район» от 01 марта 2005 года № 3/48 "О создании муниципального учреждения культуры «Музей истории и культуры Сысольского района» и решения учредителя — приказ отдела культуры администрации муниципального образования «Сысольский район» № 9 о.д. от 07 марта 2005 года.
В единый государственный реестр юридических лиц МУК «Музей истории и культуры Сысольского района» включено 18 апреля 2005 года.
В 1985 году был открыт филиал Музея истории и культуры Сысольского района — Музей литературных героев И. А. Куратова «Кöч Закар керка», расположенный по адресу: с. Куратово, местечко Габовцы, д. 14б.
В 1998 году был открыт Мемориальный музей им. И. П. Морозова в с. Межадор, который стал филиалом районного музея в 2003 году. Музей расположен по адресу: с. Межадор, д. Шорсай, д. 28 в здании Дома культуры. Залы размещены на первом и втором этажах.

## Экспозиции музея
Начало собранию музея, насчитывающему ныне свыше 13000 предметов, положила коллекция из 36 экспонатов, подаренная педагогом, краеведом Алексеем Васильевичем Холоповым и его учениками — членами краеведческого кружка. Фонды музея формируются главным образом благодаря дарам и экспедиционным сборам. Созданы личные фонды политических деятелей, деятелей науки и культуры — выходцев из Сысольской земли.
Экспозиционное пространство позволяет детально познакомиться с историей, этнографией, географией, природой и культурой района. В музее представлены залы:

### Зал природы
В зале представлена экспозиция «Природа вокруг нас». Экспозиция открыта в 1980 году. Состоит из нескольких разделов: «Мир минералов», «Полезные ископаемые Сысольского района», «Окаменелости юрского периода», «Мир насекомых», «Животные и птицы наших лесов».

Экспонаты выставки знакомят с богатством природы Сысольского района и Республики Коми. В разделе «Мир минералов» представлены горные породы: горный хрусталь, гранит, амазонит, оникс, кварц, мрамор, сердолик и др. В разделе «Полезные ископаемые Сысольского района» представлены: железная руда, горючий сланец, пирит, мергель и др. Уникальными экспонатами в разделе «Окаменелости юрского периода» являются бивень, берцовая кость, позвонок и теменная часть черепа мамонта. Раздел «Животные и птицы наших лесов» знакомит с разнообразием животного и растительного мира нашего района в частности и республики в целом. Здесь представлены распространенные в республике виды животных: лось, куница, белка, заяц-беляк, бобр, рысь, горностай, барсук, хорёк, кабаны, различные виды оседлых и перелетных птиц. Также имеются и редкие виды, занесенные в Красную книгу Республики Коми: орлан-белохвост, лебедь-кликун и другие. Коллекции были собраны как местными краеведами, таксидермистами, охотоведами, так и известными коллекционерами в республике (н-р.: К. Седых). Также экспозицию «Природа вокруг нас» дополняют картины заслуженного художника РК П. М. Митюшёва, карта охраняемых территорий Сысольского района, макет охотничьего домика.

### Зал этнографии
В зале представлена экспозиция «Жилая комната коми крестьянской избы XIX века». На экспозиции представлены экспонаты этнографической коллекции, собранной в начале 70-80 гг. XX столетия в Сысольском районе. Экспозиция представляет собой воссозданную жилую комнату коми крестьянской избы. На экспозиции можно увидеть орудия труда, орудия ткачества, традиционную одежду, обувь, предметы повседневного быта, охотничьи снаряжения и другое.
Экспозиция «Комната мещанина начала XX столетия» знакомит с интерьером жилой комнаты местной интеллигенции к. XIX — н. XX вв. Данная эпоха представлена уникальными предметами. Среди них: резная мебель, фисгармония визингского мастера-самоучки Цыпанова Алексея Евгеньевича, столик с женскими аксессуарами: женская сумочка, брошь, браслет, расчёска для волос из свиной щетины. Посетителям предоставляется возможность послушать пластинки на патефоне.
Данная экспозиция раскрыта на примере семьи А. П. Дзюба (Латкиной) (одна из дочерей визингского купца П.Латкина, была директором ясли-приюта в Визинге) и её мужа Н. И. Дзюба (был земским врачом Визингской больницы). Экспозицию украшают фотокопии семьи Латкиных — Дзюба.

### Зал истории
Зал представлен экспозицией «Памяти участников I и II мировых войн». Экспозиция была открыта в 1980 году, а в 2015 году была обновлена. Выставка повествует о жителях с. Визинга, принимавших участие в Великой Отечественной войне и I мировой войне. Также экспонаты выставки знакомят с жизнью района во время ВОВ. Здесь представлены фронтовые письма, гимнастёрка, шинели, школьные и письменные принадлежности военного периода, продукция Визингского промкомбината — первого промышленного предприятия в районе. Также в одной из витрин представлен старинный морской компас — символ путешественников, принадлежавший бывшему матросу Балтийского флота, одному из первых электриков Зырянского края Морозову М. К.
Экспозиция «Изобразительное искусство» представлена произведениями живописи, графики, скульптуры, современного декоративно-прикладного искусства, созданными художниками, жившими в Сысольском районе и живущими в республике на протяжении второй половины XX века. Это полотна таких мастеров искусства, уроженцев Сысольской земли, как П. М. Митюшёва, А. В. Кочева, А. А. Куликовой, Н. В. Мальцева, П. А. Полевина.
Музей также имеет «Картинную галерею» и «Выставочный зал», где экспонируются выставки из собственных фондов, а также совместно с другими ведомственными и государственными музеями.

## Выставки и мероприятия
Ежегодно в музее проводится около 60 художественных, тематических, персональных выставок, организованных как самостоятельно, так и совместно с другими ведомственными и государственными музеями.
На базе музея проводятся районные краеведческие конференции, образовалась «Общество краеведов-любителей». При музее открыт общественный «Центр национальных культур» и молодежный клуб «Ловъя ва».
Ежегодно Музей истории и культуры Сысольского района проводит районную выставку-конкурс ДПИ «Зарни кияс».
С 2005 года музей учредил специальную награду «Муза», которую присуждает раз в пять лет наиболее активным помощникам музея.

## Мастер-классы
Также жители района и гости могут посетить мастер-классы в студии «Шуда пу» по разным направлениям.

## Туризм в Сысольском районе
Сысольский район расположен вдали от промышленных зон Республики Коми. Для гостей музей предлагает пешие и автобусные экскурсионные программы «В гостях на Сысольской земле», «На родине поэта И. А. Куратова», с посещением исторических мест села Куратова, памятного знака на могиле матери поэта в с. Чухлэм, экскурсию в мемориальном музее имени И. П. Морозова в с. Межадор.